# Hôtel Senecé
L'hôtel Senecé est un hôtel particulier situé sur le territoire de la commune de Mâcon dans le département français de Saône-et-Loire et la région Bourgogne-Franche-Comté.

## Histoire
L'édifice est construit au début du XVIIIe siècle dès 1706 ou 1710 par Jacques Delaporte, seigneur de Marnay. Initialement nommé hôtel de Marnay, l'hôtel n'avait pas encore les ailes qui ont été bâties par la suite.
En 1759, l'hôtel passe aux mains de la famille de Senecé. 
L'Académie des Arts Sciences et Belles Lettres de Mâcon l'a acheté en 1896.
Au début du XXe siècle résidait au premier étage de l'hôtel la famille de Bernard Barny de Romanet, né à Saint-Maurice-de-Satonnay en 1894, héros de la Grande Guerre (as aux 18 victoires aériennes homologuées) et titulaire du record du monde de vitesse en avion en 1920.
Le musée Lamartine a été créé en 1969, dans le contexte de la célébration du centenaire de la mort du poète. Il a été rénové en 1990 par la ville de Mâcon mais a fermé ses portes le 12 juin 2016, avec le transfert de la collection au musée des Ursulines.
L'édifice avait fait l'objet d'une rénovation qui s'acheva en septembre 1992, après cinq années d'efforts (coût total : plus de 6 000 000 de francs).
L'hôtel de Senecé fait l’objet d’un classement au titre des monuments historiques depuis le 22 novembre 1962.

## Description
Le bâtiment est de style rocaille et possède un élément central avec deux ailes embrassant la cour. 
Il existe une suite de salons et de boudoirs qui sont ornés de mobiliers et de tapisseries d'Aubusson.